# Julie Terlinden
Julie Terlinden (* 18. Juli 2007 in Essen) ist eine deutsche Fußballspielerin, die im Mai 2024 an die erste Mannschaft der SGS Essen gebunden wurde.

## Karriere

### Vereine
Terlinden spielte in ihrer Jugend zuletzt und bis zum Saisonende 2022/23 für den in Wesel ansässigen PSV Wesel-Lackhausen. Danach gelangte sie nach Essen und spielte eine Saison lang gemeinsam mit den B-Junioren, danach eine Saison lang für die A-Juniorinnen Fußball. Zur Saison 2024/25 wurde sie vom Bundesligisten SGS Essen verpflichtet, kam zunächst jedoch für die Zweitvertretung in der drittklassigen Regionalliga West zu ihren ersten zwei Spielen im Seniorinnenbereich. Zum Saisonstart am 25. August 2024 spielte sie beim 1:1-Unentschieden im Auswärtsspiel gegen den Spielklassen-Neuling Borussia Mönchengladbach II von Beginn an, so auch am 1. September 2024 (2. Spieltag) bei der 1:2-Niederlage im Heimspiel gegen den SC Fortuna Köln. Ihr Pflichtspieldebüt für die erste Mannschaft der SGS Essen erfolgte im Zweitrundenspiel des DFB-Pokalwettbewerbs beim Drittligisten DJK Wacker Mecklenbeck mit dem 3:0-Sieg. Am 15. und 21. September 2024 wurde sie in den beiden Bundesligaspielen gegen den 1. FC Köln (2:2) und Bayer 04 Leverkusen (0:2) eingesetzt.

### Auswahl- / Nationalmannschaft
Terlinden kam als Spielerin der Auswahlmannschaft des Fußballverbandes Niederrhein der Altersklassen U16 (2022 und 2023) und U19 (2024) in jeweils drei und in einem Turnierspiel um den DFB-Länderpokal an der Sportschule Wedau in Duisburg zum Einsatz.
Für den DFB debütierte sie als Nationalspielerin in der U15-Nationalmannschaft, für die sie das erste Mal am 4. Mai 2022 in Telki beim 3:1-Sieg im Freundschaftsspiel gegen die U15-Nationalmannschaft Ungarns als Einwechselspielerin zum Zuge kam. Am 12. und 15. Juni 2022 kam sie gegen die U15-Nationalmannschaft der Niederlande (0:0) und gegen die US-amerikanische U15-Nationalmannschaft (1:3) zum Einsatz.
Für die U16-Nationalmannschaft bestritt sie im Spieljahr 2023 ebenfalls drei Freundschaftsländerspiele (2:0 vs. Irland; am 11. Mai, 3:1 und 0:1 vs. Österreich; am 8. und 13. Juni).